# Renata Ávila Pinto

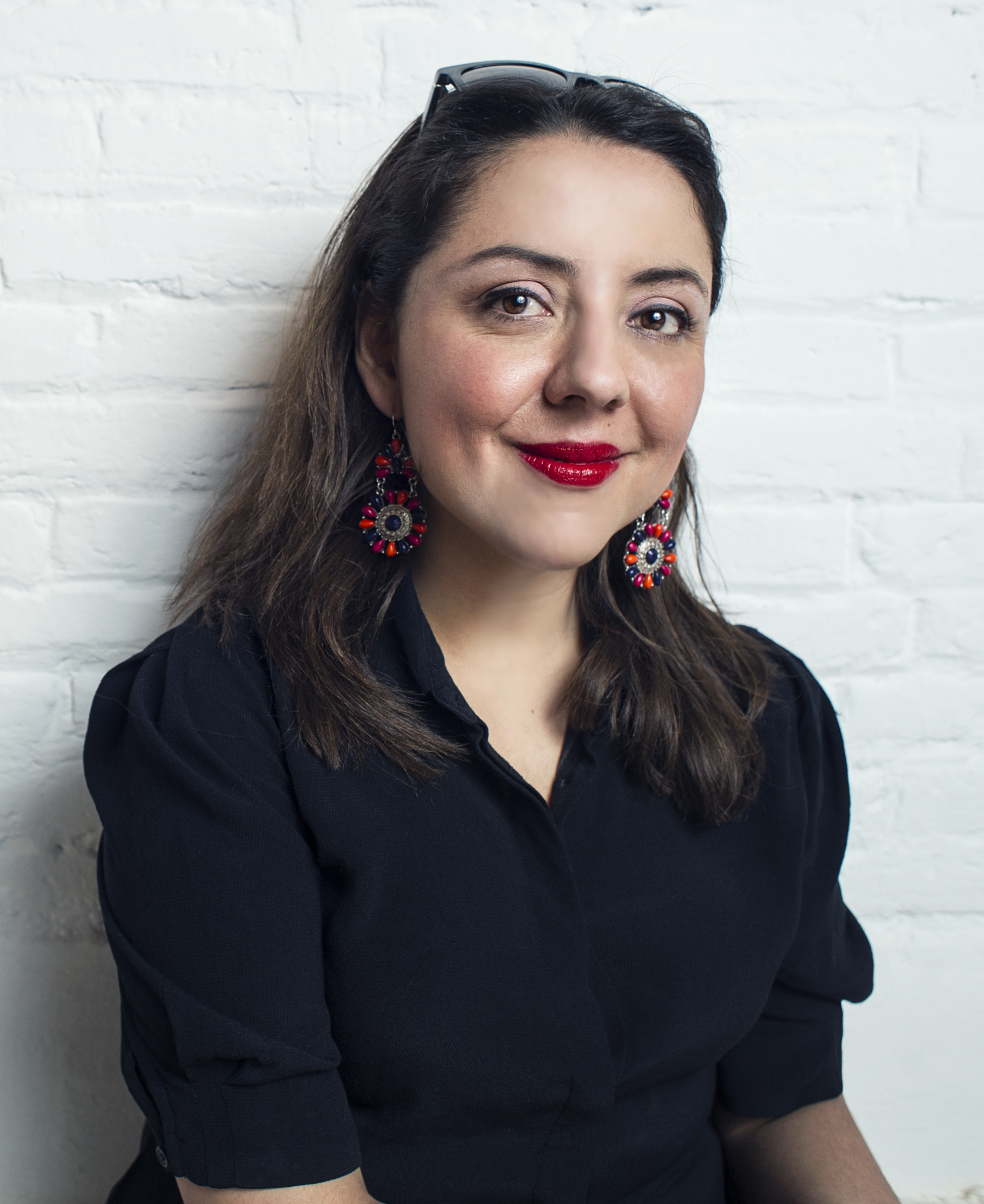
Renata Ávila Pinto

Renata Ávila Pinto (* 1. Januar 1981 in Guatemala) ist eine guatemaltekische Anwältin und Aktivistin, die sich auf Technologie und geistiges Eigentum spezialisiert hat. Sie ist Sprecherin und Mitglied des Anwaltteams, welches unter der Leitung von Baltasar Garzón Julian Assange und WikiLeaks verteidigt. Seit Oktober 2021 ist sie Geschäftsführerin der im Vereinigten Königreich ansässigen Open Knowledge Foundation.
Sie verteidigte Überlebende des Völkermords und anderer Menschenrechtsverletzungen in Guatemala und gehörte zu dem von der spanischen Anwältin Almudena Bernabeu geleiteten Anwaltsteam im Fall Rigoberta Menchú gegen Efraín Ríos Montt.
Sie ist Mitglied des Vorstands von Creative Commons, einer internationalen Organisation, die sich für eine offene und freie Wissenskultur einsetzt. Sie ist auch Vorstandsmitglied der Bewegung Demokratie in Europa 2025 (DiEM25), einer gesamteuropäischen Initiative des ehemaligen griechischen Finanzministers und Wirtschaftswissenschaftlers Yanis Varoufakis, die sich für die Demokratisierung der Europäischen Union einsetzt.

## Werdegang
Renata Ávila Pinto hat ein Lizentiat in Rechtswissenschaften der Universidad Francisco Marroquín in Guatemala und einen Master-Abschluss in Rechtswissenschaften der Universität Turin sowie ein Studium des internationalen Rechts in Den Haag.
Sie gehörte dem internationalen Anwaltsteam an, das die Opfer von Völkermord und anderen Verbrechen gegen die Menschlichkeit in ihrem Auslieferungsverfahren vor dem Nationalen Gerichtshof Spaniens vertrat, darunter die prominente indigene Menschenrechtsaktivistin und Friedensnobelpreisträgerin Rigoberta Menchú. Zusammen mit dem Anwalt Baltasar Garzón war sie auch als Rechtsberaterin für verschiedene Whistleblower und Journalisten tätig.
Als Aktivistin für digitale Rechte hat sie die Verschlechterung der Netzneutralität, die Massenüberwachung und die Angriffe auf die Meinungsfreiheit im Internet angeprangert. Fünf Jahre war sie Chefberaterin für digitale Rechte bei der World Wide Web Foundation tätig. Zusammen mit dem Gründer Tim Berners-Lee leitete sie die Kampagne Web We Want, die sich in mehr als 75 Ländern für die Achtung der Menschenrechte im digitalen Zeitalter einsetzt, und ist derzeit Geschäftsführerin der chilenischen Intelligent Citizenship Foundation, einer Organisation, die sich für die Offenheit von Daten und deren Nutzung zugunsten der Gesellschaft in Lateinamerika einsetzt.
Ávila ist Mitglied des Creative-Commons-Vorstands und Kuratoriumsmitglied der Courage Foundation sowie Mitglied des Beirats von DECODE und des Datenaktivismus-Projekts der Universität Amsterdam. Sie ist Teil des Koordinierungskollektivs von DiEM25, das die Möglichkeiten dezentralisierter Technologien in Europa untersucht.
Sie hat für Medien wie ElDiario.es, Global Voices, und openDemocracy, sowie für verschiedene wissenschaftliche Publikationen und internationale Zeitschriften geschrieben. Sie ist in den Dokumentarfilmen ForEveryone.Net (2015), Risk (2016) und Hacking Justice (2017) aufgetreten.
Das Buch Frauen, Whistleblowing, Wikileaks: A Conversation, das sie zusammen mit Sarah Harrison und Angela Richter verfasst hat, behandelt Frauen, die eine aktive Rolle bei WikiLeaks gespielt haben, aber keine angemessene Medienberichterstattung erfahren haben.
Im Jahr 2014 war sie eine der Teilnehmerinnen an der Schaffung des brasilianischen Zivilgesellschaftlichen Rahmenabkommens des Internets, um die Gesetzgebung zum Schutz der Netzneutralität umzusetzen.
Im Jahr 2018 wurde sie Geschäftsführerin der Intelligent Citizenship Foundation mit Sitz in Chile und Brasilien ernannt.
Im Jahr 2020 war sie Mitbegründerin der Polylateral Association, einer internationalen Plattform für Wissensarbeiter (Knowledge worker), mit Sitz in Genf und ist derzeit deren Präsidentin.

## Veröffentlichungen
- "Mapping Digital Media: Guatemala" (January 2014), Open Society Foundations, mit Alejandra Gutiérrez Valdizán
- Renata Ávila, Sarah Harrison, Angela Richter,: Women, Whistleblowing, WikiLeaks: A Conversation. OR Books, 2017, ISBN 978-1-68219-117-0.